# Coco Lindelauf

a Compétitions nationales et continentales officielles uniquement.

b Matchs officiels uniquement.
Dernière mise à jour le 23 juillet 202.
Coco Lindelauf, née le 17 janvier 2001 à Heerlen (Pays-Bas), est une joueuse internationale française de rugby à XV. Elle évolue au poste de pilier gauche au Blagnac Rugby.

## Biographie
Coco Lindelauf, de nationalité franco-néerlandaise, grandit dans le département de l'Aude, où elle découvre le rugby à XV à Névian-Canet,. Au collège à Narbonne, elle remporte le championnat de France UNSS à quatorze ans. Elle évolue ensuite en cadette dans l'équipe de l'AS Béziers, où elle commence par jouer en troisième et deuxième ligne avant de migrer vers le poste de pilier. 
Elle rejoint en 2020 le Blagnac Rugby, qui se hisse cette saison en finale du Championnat de France mais s'incline contre l'ASM Romagnat. En parallèle  elle poursuit en 2021 des études de marketing à Toulouse.
Elle est titularisée pour la première fois le 5 novembre 2021 en équipe de France, dans un match contre l'Afrique du Sud à Vannes,.
En 2022, elle est sélectionnée par Thomas Darracq pour disputer la Coupe du monde en Nouvelle-Zélande.
À l'automne de l'année suivante, elle fait partie du groupe d'internationales qui dispute sous les couleurs de la France le WXV, toujours en Nouvelle-Zélande.

## Statistiques

### Internationales
| Année | Compétition    | Matchs | Points | Essais |
| ----- | -------------- | ------ | ------ | ------ |
| 2021  | Test match     | 3      | -      | -      |
| 2022  | Six Nations    | 5      | -      | -      |
| 2022  | Test match     | 1      | -      | -      |
| 2022  | Coupe du monde | 5      | -      | -      |
| 2023  | Six Nations    | 2      | -      | -      |
| 2023  | WXV            | 2      | -      | -      |
| Total | Total          | 18     | -      | -      |

## Palmarès
- Finaliste du Championnat de France en 2021 avec Blagnac Rugby.